# Homalattus pustulatus
Homalattus pustulatus là một loài nhện trong họ Salticidae.
Loài này thuộc chi Homalattus. Homalattus pustulatus được White miêu tả năm 1841.